# 죽림초등학교 (전남)
죽림초등학교는 대한민국 전라남도 여수시에 있는 공립 초등학교이다.

## 학교 연혁
- 2012년 3월 2일: 개교

## 참고 자료
- 죽림초등학교 - 한국교육학술정보원 학교알리미